# Altes Amt Westerhof

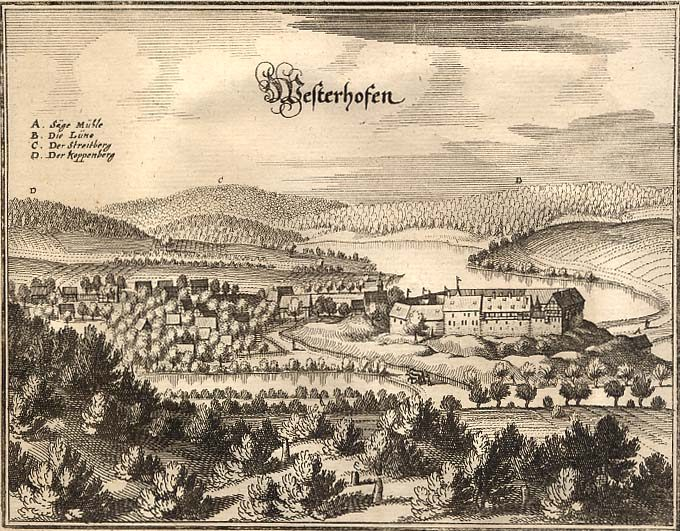
Burg und Dorf Westerhof um 1650, nach einem Kupferstich von M.Merian

Das Alte Amt Westerhof, oder auch kurz Altes Amt genannt, bezeichnet heute die Gemeindefläche und die Dörfer, die zur Gemeinde Kalefeld gehören. Der Sitz des Amtes mit dem Amtmann befand sich früher in der Burg Westerhof, die später zur Domäne wurde. Das Amt hatte die Verwaltungs- und Gerichtshoheit für alle Dörfer und Einwohner, die zum Amtsbezirk gehörten.

## Geschichte

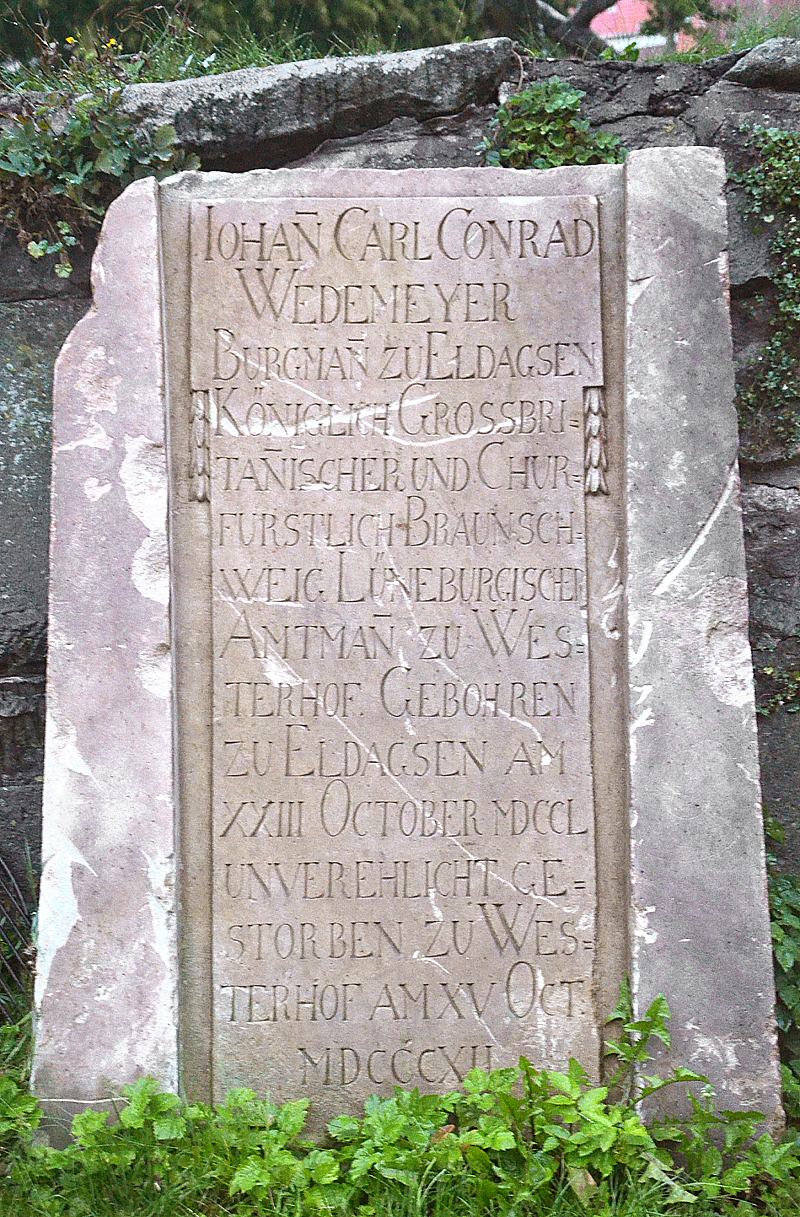
Bei Grabungen bei der Kirche St. Alexandri aufgefundener Grabstein des Johann Carl Conrad Wedemeyer (1750–1812) „Amtmann zu Westerhof“

Da das Amt Westerhof im Gegensatz zu den neuen Ämtern, die durch das Herzogtum Braunschweig-Lüneburg eingerichtet wurden, bereits von den Hildesheimer Bischöfen im Jahr 1302 errichtet wurde, ist Westerhof ein sogenanntes „Altes Amt“. Es war eins von den 23 Ämtern, die bis zur Hildesheimer Stiftsfehde in den Jahren von 1519 bis 1523 zum Hochstift Hildesheim gehörten. Neben den Ortschaften, die heute zur Gemeinde Kalefeld und damit zum "Alten Amt" zählen, gehörten nach einer Karte aus dem Jahr 1643 auch noch die Ortschaften Ahlshausen, Sievershausen, Harriehausen, Willensen und Marke.
Unter dem Namen Amt Echte gehörte das Amt im Königreich Hannover zur Landdrostei Hildesheim. Das Amt hatte bis zum Jahr 1859 Bestand, als durch die 2. königlich hannoversche Verwaltungs- und Gebietsreform das Amt Westerhof aufgelöst und mit dem Amt Osterode vereinigt wurde. Bis zum Jahr 1977 gehörte das Alte Amt Westerhof zum Amt und später Landkreis Osterode am Harz, bis es dann am 1. August 1977 dem Landkreis Northeim angegliedert wurde. Am 1. März 1974 wurden die zuvor selbstständigen Dörfer zur Gemeinde Kalefeld zusammengeschlossen.

## Persönlichkeiten
- Juliane von Hessen-Darmstadt (1606–1659), kaufte 1654 die Burg Westerhof und verstarb dort am 15. Januar 1659.
- Johann Carl Conrad Wedemeyer (1750–1812), Amtmann zu Westerhof.
- Philipp Christian Friedrich Bodecker (1756–1845), von 1794 bis 1841 Leiter der oldenburgischen Forstverwaltung.